# 山本麻祐子
山本 麻祐子（やまもと まゆこ、1975年10月8日 - ）は、フジテレビの社員、元アナウンサー。現姓：節丸、夫はニッポン放送ビジネス開発局長で、元ラジオディレクターの節丸雅矛、義理の従兄弟にフリーアナウンサーの節丸裕一。

## 来歴
岡山県岡山市出身。岡山県立岡山朝日高等学校、日本女子大学文学部日本文学科卒業後の1999年4月、ニッポン放送に入社。また、学生時代は同局で『鶴光の噂のゴールデンアワー』のリスナー電話の受付アルバイトを務めていた。
同期社員は、同局アナウンサー兼編成局デジタルソリューション部吉田ルーム担当副部長の吉田尚記。アナウンサー研修を経て、同年7月25日にニッポン放送ホリデースペシャルの「東京キャラクターショー1999」関連番組にて初鳴き。
以後、バラエティ番組のアシスタントや中継リポーターを担当。プライベートでは、アシスタントを務めていた『高田文夫のラジオビバリー昼ズ』2002年1月11日分にて、現在の夫である節丸と結婚する事を発表、同年4月22日に式を挙げた。
2006年4月、ニッポン放送の再編に伴う人事異動により、フジテレビへ転籍。以後、ワイドショーのリポーター若しくは定時ニュースを担当していた。その後、2012年7月人事にて、アナウンス室から離れ、広報局広報室広報部へ異動した。

## 出演番組

### 過去

#### ニッポン放送時代

##### ラジオ
- 邦ちゃんサクちゃんのワンダフルりくえすと ヤマダ・マイ・ハウス※中継リポーター（火、木曜）
- 山田邦子ワンダフルモーニング
- 高田文夫のラジオビバリー昼ズ※アシスタント（火曜）
- 情報スカイだいば
- 有楽町情報交差点（水曜日）
- TOYOTA 飛び出せ街かど天気予報
- 秋元康 自分の時間（アシスタント） - 2001年10月 - 2002年3月
- ショウアップナイターハイライト - 2005年度
- 赤坂泰彦のサタデーリクエストバトル（クイズ出題担当） - 2003年 - 2006年
- ドットコムマネー塾（アシスタント） - 2004年4月 - 2006年3月
- ブリタモリ大百科事典（アシスタント） - 2005年10月8日 - 2006年3月25日
- アッコ・徳光のラジオ紅白歌合戦（テレホンセンター） - 2000年 - 2005年12月
- 初日の出!笑福亭鶴光の落語でおめでとう - 2006年1月1日
- 梅田淳YOU LUCK情報局（アシスタント） - 2004年10月3日 - 2005年3月27日
- マジカルミュージックツアーカウントダウン2000 - 1999年10月 - 2000年3月
- ニッポン放送 情報ナイトタイム - 1999年10月 - 2000年3月
- とことん笑顔!きっかけ先生（パーソナリティ） - 2004年4月2日 - 9月
- 竹村健一のずばりジャーナル（アシスタント） - 2002年10月 - 2004年3月）
- 大友康平のミュージックキャンプ（アシスタント） - 2005年4月3日 - 2006年10月8日

##### テレビ
- LF+Rモーニング YOUNG LIVE JAPAN・金曜日
- ヤングライブニッポンLF+RミュージックTV金曜日（BSフジ・フジテレビ721）

##### インターネット動画配信
- ブロードバンド!ニッポン　フライデースペシャル　丸の内OL探偵団

#### フジテレビ時代

##### テレビ
- TRAP LABYRINTH（2006年4月7日、2006年12月26日）
- ひるこた!〜昼もこたえてちょーだい!〜
- FNNスーパーニュースWEEKEND（リポーター、 - 2008年3月）
- 映画大王 Movie Tycoon（BSフジ、2007年10月 - 2008年3月）4代目ナビゲーター
- ガリレオ　第8話（リポーター役、2007年12月3日）
- FNNレインボー発（2007年10月 - 2008年3月、金曜14:05 - ）
- フジアナスタジオ まる生（2009年1月24日）MC担当
- 情報プレゼンター とくダネ!（水曜、2008年4月 - 9月　木曜、2008年10月 - 2012年6月）ニッポン放送時代の先輩荘口彰久とともにプレゼンター。
- FNNスーパーニュース（リポーター、フジテレビ、2008年5月 - 、不定期）
- アナ★バン!（ナレーション、2008年10月20日 - 2012年3月）
- 韓タメ!POP（フジテレビTWO・ニッポン放送）※増田みのりと韓タメ！クロスステーション担当 - 2010年6月 - 2012年6月
- BSフジNEWS（月曜夜 2012年3月- 。※2008年10月まで木曜夜、2009年1月から2010年3月まで金曜夜を担当していた。）
- ニュースJAPAN（ナレーション、月曜）

### 広報

#### 現在
- 国分太一のおさんぽジャパン（広報）
- なりゆき街道旅（広報）
- キスマイ超BUSAIKU!?（広報）
- 関ジャニ∞クロニクル（広報）

#### 過去
- HEY!HEY!HEY! MUSIC CHAMP
- 世界行ってみたらホントはこんなトコだった!?
- EXILEカジノ
- おーい!ひろいき村
- ホンマでっか!?TV
- 超ハマる!爆笑キャラパレード
- ネタパレ
- おじゃMAP!!
- 世界の何だコレ!?ミステリー
- ライオンのグータッチ